# Anima nera
Anima nera is een Italiaanse dramafilm uit 1962 onder regie van Roberto Rossellini.

## Verhaal
Adriano Zucchelli probeert zijn duistere verleden verborgen te houden voor zijn nieuwe vrouw Marcello. Een onverwachte erfenis gooit zijn plannen echter overhoop. Bovendien duikt zijn oude geliefde Mimosa weer op.

## Rolverdeling
| Acteur               | Personage         |
| -------------------- | ----------------- |
| Vittorio Gassman     | Adriano Zucchelli |
| Nadja Tiller         | Mimosa            |
| Annette Strøyberg    | Marcella          |
| Yvonne Sanson        | Olga Manfredi     |
| Tony Brown           | Guidino           |
| Rina Braido          | Lucia             |
| Giuliano Cocuzzoli   | Sergio            |
| Daniela Igliozzi     | Giovanna          |
| Chery Million        | Nachtclubdanseres |
| Armando Suscipi      | Ridder            |
| Eleonora Rossi Drago | Alessandra        |